# Maquette oude Maasbruggen

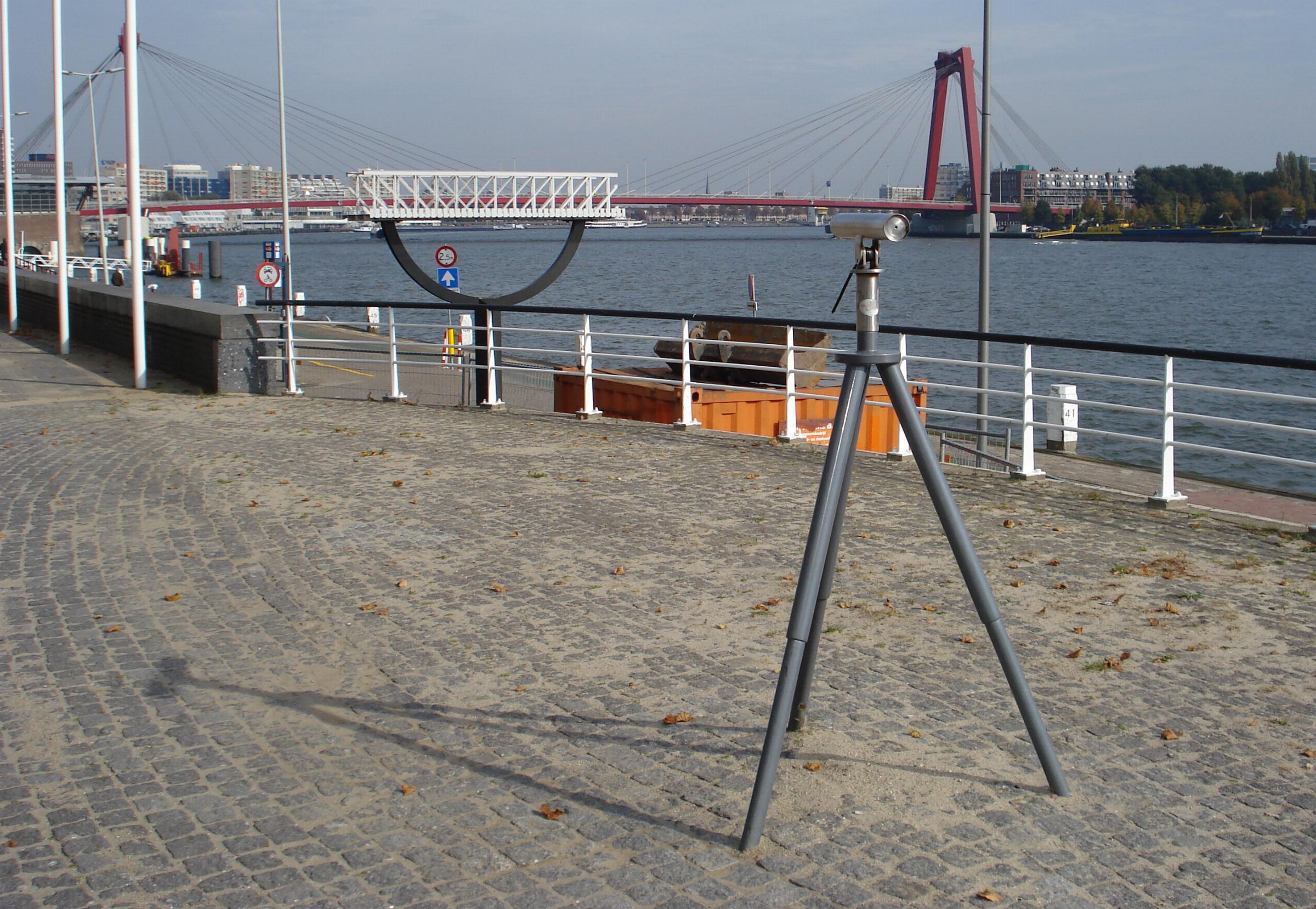
Maquette oude Maasbruggen

De Maquette oude Maasbruggen is een kunstwerk in de Nederlandse stad Rotterdam.
Nadat de Willemsbrug was vervangen kwam het kunstenaarsgezelschap Kunst & Vaarwerk in 1987 op het idee om een kunstwerk te maken dat de voorbijganger toch een indruk geeft van het uitzicht op de Maas van voorheen. De constructie die ontworpen werd, is een maquette van de oude brug die boven de kademuur van de Boompjeskade uitsteekt. Door te kijken door de telescoop, kan de maquette van de oude brug voor de plaats van de bestaande nieuwe brug gezien worden. Zo kan er gezien worden hoe het uitzicht vroeger was.